# تشارلي هيل
تشارلي هيل (بالإنجليزية: Charlie Hill)‏ هو كاتب سيناريو وممثل أمريكي، ولد في 6 يوليو 1951 في الولايات المتحدة، وتوفي في 30 ديسمبر 2013 في الولايات المتحدة.

## وصلات خارجية
- تشارلي هيل على موقع IMDb (الإنجليزية)